# Kōhei Uchima
Kōhei Uchima, (en japonès: 内間 康平, Urasoe, prefectura d'Okinawa, 8 de novembre de 1988) és un ciclista japonès, professional des del 2011 i actualment a l'equip Nippo-Vini Fantini.

## Palmarès
- 2010
  - Vencedor d'una etapa al Tour de Tailàndia
- 2011
  - Vencedor de 2 etapes a la Volta al Singkarak
- 2015
  - Vencedor d'una etapa al Tour de Tailàndia